# Biografielijst Ff

## Fff
- FFF (1979), Nederlands dj & producer

## Ffr
- Nicholas Ffrost (1986), Australisch zwemmer